# 제41회 미국 작가 조합상
제41회 미국 작가 조합상은 1988년 뛰어난 활동을 보인 영화 작가를 기리기 위해 1989년 3월에 열린 시상식이다. [서부]LA, 비벌리 힐튼 호텔/[동부]뉴욕, 윈도우즈온더월드에서 개최되었다.

## 수상 및 후보

### 각본상
- 19번째 남자 - 론 쉘톤 수상

### 각색상
- 위험한 관계 - 크리스토퍼 햄튼 수상

### 월계수상
- Ring Lardner Jr. 수상

### 발렌타인 데이비스 상
- 가슨 카닌 수상
- 마이클 카닌 수상

### 모건 콕스 상
- Robert I. Holt 수상